# Enbilulu
Enbilulu was de Mesopotamische god van irrigatie. Hij was verantwoordelijk voor dijken en kanalen. Soms werd hij ook gezien als de god van de regen. Hij was de zoon van Enlil en Ninlil.
In het verhaal 'Enki en de orde van de wereld' wordt hij verantwoordelijk geacht voor zowel de Tigris en de Eufraat. In sommige tradities zou Enbilulu een andere naam  voor Marduk kunnen zijn. Enbilulu behoorde eerst tot het pantheon van Eridoe maar zou dan later een tweede naam voor Marduk worden.
In late Theologische lijsten werd Enbilulu geïdentificeerd met Adad, de stormgod van Babylonië. Omgekeerd werd Adad soms geïdentificeerd met de god van de stroming. Er is dus spraken van een soort wisselwerking. Een directe connectie tussen Adad en Marduk is er echter niet.
In het Babylonisch scheppingsverhaal wordt van Enbilulu gezegd dat hij "de geheimen van het water kent" en van de "waterstromen onder de aarde". Een andere versie noemt hem "de Heer die alles laat bloeien", die op het land de graasgebieden en drinkplekken ordende, die de bronnen opende en het water overvloedig toedeelde.
Verschillende vertalingen van het Babylonisch scheppingsverhaal wijzen drie goddelijke gedaanten aan Enbilulu toe, die overigens alle watergerelateerd zijn. Het betreft de benamingen Epadun ("de Heer die de velden bevochtigt", en die de afmetingen van de aarde kent), Enbilulugugal ("Heer van overvloed en rijke oogsten", de macht die heerst over alles wat groeit), en Hegal ("die voor voldoende regen en vegetatie zorgt waarvan de mens kan eten", ook genoemd de God van de landbouw).